# Cantonul Truchtersheim
Cantonul Truchtersheim este un canton din arondismentul Strasbourg-Campagne, departamentul Bas-Rhin, regiunea Alsacia, Franța.

## Comune
- Berstett
- Dingsheim
- Dossenheim-Kochersberg
- Durningen
- Fessenheim-le-Bas
- Furdenheim
- Gougenheim
- Griesheim-sur-Souffel
- Handschuheim
- Hurtigheim
- Kienheim
- Kuttolsheim
- Neugartheim-Ittlenheim
- Osthoffen
- Pfettisheim
- Pfulgriesheim
- Quatzenheim
- Rohr
- Schnersheim
- Stutzheim-Offenheim
- Truchtersheim (reședință)
- Willgottheim
- Wintzenheim-Kochersberg
- Wiwersheim